# Doce Harmonia
A Gravadora e Livraria Doce Harmonia foi uma das primeiras gravadoras a distribuir discos de música cristã no Brasil. Fundada na década de 1970, encerrou suas atividades em meados da década de 1990, vindo a ressurgir em 2004.

## Histórico
A gravadora foi fundada por Admar Sarmento e Francisco Silva, sendo a seguir adquirida pelo pastor Assuero Silveira, até finalmente ter a supervisão de Maurício Silveira; na década de 1990, possivelmente em decorrência das medidas econômicas adotadas pelo então presidente Fernando Collor, passou por dificuldades financeiras que fizeram com que a livraria fosse vendida em 1992 e encerrado o programa de rádio, e o material da gravadora, como as matrizes, fossem perdidos ou repassados à gravadora RDE Music.

## Casting
Foi durante seu auge a mais popular gravadora evangélica do Brasil, gravando os trabalhos de muitos artistas gospel como as duplas Otoniel & Oziel, Jair e Hozana, Edison e Telma, conjuntos como Catedral e Rebanhão, cantores como Jair Pires, Luiz de Carvalho, onde um dos principais nomes foi Ozéias de Paula, Um dos principais LPs distribuídos pelo selo foi Mais Doce que o Mel de 1981, da banda de rock cristão Rebanhão.